# Miss Paraguay
Miss Paraguay es un concurso de belleza nacional en Paraguay. Se encarga de seleccionar a las representantes del país para los concursos Miss Intercontinental y Reinado Internacional del Café.
La actual Miss Paraguay es Luz María Benítez de Amambay, quien fue coronada el 16 de noviembre de 2024 en el Hotel Guaraní  de Asunción, Paraguay.

## Historia
En 1915, Arsenio López Decoud, presidente del Unión Club, organizó el primer concurso de belleza en Paraguay. Se llevó a cabo en algún momento durante la primavera en el Teatro Nacional (actual Teatro Municipal «Ignacio A. Pane») y resultó ganadora María Anselma Clotilde «Anselmita» Heyn Denis, de 19 años. El concurso fue revivido en 1957 por el dictador Alfredo Stroessner y el Secretario de Turismo de Paraguay. 
Luego en 1990, Guillermo Rolón y el SNT se hicieron cargo de Miss Paraguay hasta 2001. En la edición de 1996 del concurso Miss Ámbar Mundial resultó ganadora Adriana Baum de Paraguay, también fue ganadora del Miss Teen Panamericana 1997. En 2001, la organización soltó la licencia de Miss Universo debido a la pérdida de varios auspiciantes causada por una crisis económica en el país. El concurso no se llevó a cabo en 1959, 1968, 1969, 2002, 2003, 2006, 2007 y 2008.
En marzo de 2017, el concurso fue declarado de interés cultural por la Cámara de Diputados de Paraguay.
En julio de 2020, se informó que la noche de coronación programada para llevarse a cabo el 14 de agosto fue cancelada por el impacto de la pandemia de COVID-19. En 2021 el concurso fue cancelado por el mismo motivo. En julio de 2022, se informó el fallecimiento del presidente de la organización, Guillermo Rolón y el concurso tampoco se llevó a cabo ese año. Desde su muerte, la viuda de Rolón, Graciela Venialgo, se ha hecho cargo de la organización.

## Ganadoras
| Año  | Nombre                                        | Departamento            |
| ---- | --------------------------------------------- | ----------------------- |
| 1915 | María Anselma Clotilde «Anselmita» Heyn Denis | Asunción                |
| 1957 | Lucy Montanaro                                | Caaguazú                |
| 1958 | Graciela Scorza                               | Alto Paraguay           |
| 1959 | Elvira Dos Santos                             | Ñeembucú                |
| 1960 | Mercedes Ruggia                               | Asunción                |
| 1961 | María Cristina Osnaghi                        | Asunción                |
| 1962 | Corina Rolón                                  | Asunción                |
| 1963 | Amelia Benítez                                | Central                 |
| 1964 | Miriam Riart Brugada                          | Asunción                |
| 1965 | Stella Castell                                | Alto Paraguay           |
| 1966 | Mirtha Martínez                               | Asunción                |
| 1967 | María Eugenia Torres                          | Presidente Hayes        |
| 1970 | Teresa Mercedes Brítez Süllow                 | Paraguarí               |
| 1971 | Marite Tomassone                              | Guairá                  |
| 1972 | María Stella Volpe Martínez                   | Central                 |
| 1973 | Teresita María Cano Solaeche                  | Concepción              |
| 1974 | María Ángela Zulema Medina Monjagatta         | Alto Paraguay           |
| 1975 | Susana Beatriz Vire Ferreira                  | Alto Paraná             |
| 1976 | Nidia Fátima Cárdenas                         | Asunción                |
| 1977 | María Leticia Zarza Perrier                   | Asunción                |
| 1978 | Rosa María Naumann                            | Asunción                |
| 1979 | Patricia Lohman Bernié                        | Asunción                |
| 1980 | Celia Noemí Schaerer del Puerto †             | Asunción                |
| 1981 | María Isabel Urizar Jara                      | Cordillera              |
| 1982 | Zulema Divina Domínguez Gütter                | Central                 |
| 1983 | Elena Beatriz Ortiz Allegretti                | Asunción                |
| 1984 | Mabi Pineda                                   | Guairá                  |
| 1985 | Beverly Ocampo Gadea                          | Asunción                |
| 1986 | Johana Kelner Toja                            | Amambay                 |
| 1987 | Tammy Elizabeth Ortigoza Sonneborn            | Asunción                |
| 1988 | Marta Noemí Acosta Granada                    | Asunción                |
| 1989 | Ana Victoria Schaerer del Puerto              | Asunción                |
| 1990 | Mónica Plate Cano Solaeche                    | Asunción                |
| 1991 | Vivian Rosana Benítez Brizuela                | Asunción                |
| 1992 | Pamela Zarza Enríquez                         | Boquerón                |
| 1993 | Denisse Carolina Barrios                      | Asunción                |
| 1994 | Liliana Noemí González Mena                   | Presidente Hayes        |
| 1995 | Bettina Rosmary Barboza Caffarena             | Asunción                |
| 1996 | Martha Lovera Parquét                         | Asunción                |
| 1997 | Rossana Elizabeth Jiménez Pereira             | Cordillera              |
| 1998 | Luz Marina González Ruíz Díaz                 | Ñeembucú                |
| 1999 | Carmen Morínigo Machuca                       | San Pedro               |
| 2000 | Carolina Ramírez Franco                       | Alto Paraná             |
| 2001 | María Gabriela Riquelme                       | Asunción                |
| 2004 | Myriam Rodríguez Insfrán                      | Misiones                |
| 2005 | Liz Santacruz Amarilla                        | Asunción                |
| 2009 | Viviana Mabel Benítez Duarte                  | Misiones                |
| 2010 | Evelyn Catalina Jara Rojas (renunció)         | Caaguazú                |
| 2010 | Luz Adela Alejandro Brizuela (asumió)         | Amambay                 |
| 2011 | Clara Silvana Carrillo Gossen                 | Concepción              |
| 2012 | Mónica Mariani Pascualotto                    | Canindeyú               |
| 2013 | Noelia Díaz Rodríguez                         | Asunción                |
| 2014 | Isabel Soloaga Irala                          | Itapúa                  |
| 2015 | Katri Analía Villamayor Montiel               | Alto Paraná             |
| 2016 | Alma María Monserrat Villagra Miranda         | Paraguarí               |
| 2017 | Yessica Daiana Ledezma                        | Guairá                  |
| 2018 | Verónica Viveros Viedma                       | Asunción                |
| 2019 | Cynthia Verónica Florenciani Agüero           | Central                 |
| 2023 | Milagros Aramí Walther                        | Alto Paraná             |
| 2024 | Luz María Benítez                             | Departamento de Amambay |

## Representación internacional

### Miss Intercontinental
: Declarada como ganadora
     : Terminó como finalista
     : Terminó como una de las semifinalistas o cuartofinalistas
     : Terminó como ganadora de premios especiales
| Año                           | Departamento                                                           | Miss Intercontinental Paraguay                                         | Posición en Miss Intercontinental                                      | Premios especiales                                                     | Notas                                                                        |
| Miss Paraguay                 | Miss Paraguay                                                          | Miss Paraguay                                                          | Miss Paraguay                                                          | Miss Paraguay                                                          | Miss Paraguay                                                                |
| ----------------------------- | ---------------------------------------------------------------------- | ---------------------------------------------------------------------- | ---------------------------------------------------------------------- | ---------------------------------------------------------------------- | ---------------------------------------------------------------------------- |
| 2023                          | Alto Paraná                                                            | Milagros Aramí Walther                                                 | No clasificó                                                           |                                                                        |                                                                              |
| 2022                          | No compitió                                                            | No compitió                                                            | No compitió                                                            | No compitió                                                            | No compitió                                                                  |
| Miss Grand Paraguay           |                                                                        |                                                                        |                                                                        |                                                                        |                                                                              |
| 2021                          | Alto Paraná                                                            | Fátima Lorena Rodríguez Benítez                                        | Top 20                                                                 |                                                                        | Rodríguez fue designada por la organización del concurso Miss Grand Paraguay |
| 2020                          | Debido al impacto de la pandemia de COVID-19, no hubo concurso en 2020 | Debido al impacto de la pandemia de COVID-19, no hubo concurso en 2020 | Debido al impacto de la pandemia de COVID-19, no hubo concurso en 2020 | Debido al impacto de la pandemia de COVID-19, no hubo concurso en 2020 | Debido al impacto de la pandemia de COVID-19, no hubo concurso en 2020       |
| 2019                          | Distrito Capital                                                       | Sol María Violeta Pavón Rolón                                          | No clasificó                                                           |                                                                        |                                                                              |
| 2018                          | Itapúa                                                                 | Gabriela Natasha Soley Sawkiw                                          | Top 20                                                                 | - Mejor en Traje de Baño                                               |                                                                              |
| 2017                          | Distrito Capital                                                       | Jessica Torres Martínez                                                | No clasificó                                                           | - Mejor en Traje de Noche - Mejor Cuerpo (2.ª finalista)               |                                                                              |
| No compitió entre 2015 y 2016 |                                                                        |                                                                        |                                                                        |                                                                        |                                                                              |
| Miss Paraguay                 |                                                                        |                                                                        |                                                                        |                                                                        |                                                                              |
| 2014                          | Central                                                                | Isabel Soloaga Irala                                                   | No clasificó                                                           |                                                                        |                                                                              |
| 2013                          | No compitió                                                            | No compitió                                                            | No compitió                                                            | No compitió                                                            | No compitió                                                                  |
| 2012                          | Alto Paraná                                                            | Claudia Kohl Grutzmann                                                 | No clasificó                                                           |                                                                        |                                                                              |
| 2011                          | Concepción                                                             | Clara Silvana Carrillo Gossen                                          | No clasificó                                                           |                                                                        |                                                                              |
| 2010                          | Distrito Capital                                                       | Maura Rojas Cantero                                                    | Top 20                                                                 |                                                                        |                                                                              |
| No compitió entre 2000 y 2009 |                                                                        |                                                                        |                                                                        |                                                                        |                                                                              |
| 1999                          | —                                                                      | Marta Concepción Rodríguez Portillo                                    | No clasificó                                                           |                                                                        |                                                                              |
| 1998                          | No compitió                                                            | No compitió                                                            | No compitió                                                            | No compitió                                                            | No compitió                                                                  |
| 1997                          | —                                                                      | Salmi Agüero Esgaib                                                    | No clasificó                                                           |                                                                        |                                                                              |
| 1996                          | —                                                                      | Claudia Rocío Melgarejo                                                | Segunda finalista                                                      |                                                                        |                                                                              |

### Reinado Internacional del Café
: Declarada como ganadora
     : Terminó como finalista
     : Terminó como una de las semifinalistas o cuartofinalistas
     : Terminó como ganadora de premios especiales
| Año                           | Departamento     | Reina del Café Paraguay                 | Posición en el Reinado Internacional del Café | Premios especiales                                 |  |
| ----------------------------- | ---------------- | --------------------------------------- | --------------------------------------------- | -------------------------------------------------- |  |
| 2024                          | Alto Paraná      | Milagros Aramí Walther                  | No clasificó                                  |                                                    |  |
| 2023                          | Central          | Yanina Isabel Villalba Ortiz            | No clasificó                                  |                                                    |  |
| 2022                          | Ñeembucú         | Érika Araceli Jara Muñoz                | No clasificó                                  |                                                    |  |
| 2020                          | Central          | Cynthia Verónica Florenciani Agüero     | No clasificó                                  |                                                    |  |
| 2019                          | Distrito Capital | Verónica Viveros Viedma                 | No clasificó                                  |                                                    |  |
| 2018                          | Guairá           | Yessica Ledezma                         | No clasificó                                  |                                                    |  |
| 2017                          | Paraguarí        | Alma María Monserrat Villagra Miranda   | No clasificó                                  |                                                    |  |
| 2016                          | Alto Paraná      | Katri Analía Villamayor Montiel         | No clasificó                                  |                                                    |  |
| 2015                          | Itapúa           | Isabel Soloaga Irala                    | No clasificó                                  |                                                    |  |
| 2014                          | Distrito Capital | Noelia Díaz Rodríguez                   | Segunda princesa                              | - Mejor Cabello - Reina de los Carabineros (Top 5) |  |
| 2013                          | Canindeyú        | Mónica Mariani Pascualotto              | No clasificó                                  |                                                    |  |
| 2012                          | Concepción       | Clara Silvana Carrillo Gossen           | No clasificó                                  |                                                    |  |
| 2011                          | Distrito Capital | María Belén Alonso Virgili              | No clasificó                                  |                                                    |  |
| 2010                          | Misiones         | Viviana Mabel Benítez Duarte            | No clasificó                                  |                                                    |  |
| 2009                          | Distrito Capital | Fiorella Forestieri                     | No clasificó                                  |                                                    |  |
| 2008                          | Alto Paraná      | Karen Natalia Álvarez                   | No clasificó                                  |                                                    |  |
| 2007                          | No compitió      | No compitió                             | No compitió                                   | No compitió                                        |  |
| 2006                          | —                | Daylen Natalia Marcela Vittone Barreto  | No clasificó                                  |                                                    |  |
| 2005                          | —                | Adriana María Vachoumard Rodríguez      | No clasificó                                  |                                                    |  |
| 2004                          | Misiones         | Myriam Rodríguez Insfrán                | No clasificó                                  |                                                    |  |
| 2003                          | —                | Pabla Victoria Thomen Rodríguez         | No clasificó                                  |                                                    |  |
| 2002                          | —                | Tania María Ramírez Olmedo              | No clasificó                                  |                                                    |  |
| 2001                          | —                | Claudia Violeta Rojas Yegros            | No clasificó                                  |                                                    |  |
| 2000                          | —                | Carmen Alicia Moringio Machuca          | No clasificó                                  |                                                    |  |
| 1999                          | Ñeembucú         | Luz Marina González Ruiz Díaz           | Top 6                                         |                                                    |  |
| 1998                          | Cordillera       | Rossana Elizabeth Jiménez Pereira       | No clasificó                                  |                                                    |  |
| 1997                          | Distrito Capital | Marta Elizabeth Lovera Parquét          | No clasificó                                  |                                                    |  |
| 1996                          | Distrito Capital | Bettina Rosemary Barboza Caffarena      | No clasificó                                  |                                                    |  |
| 1995                          | —                | Fabiola Cibils Bittar                   | No clasificó                                  |                                                    |  |
| 1994                          | —                | María Elicia Escalante Haneman          | No clasificó                                  |                                                    |  |
| 1993                          | —                | Genny Margarita Fariña González         | No clasificó                                  |                                                    |  |
| 1992                          | —                | Edith Myriam Núñez Espinoza             | No clasificó                                  |                                                    |  |
| 1991                          | —                | Elizabeth Rocío Belinda Mongelos Méndez | No clasificó                                  |                                                    |  |
| 1990                          | —                | Emiliana Rodríguez                      | Tercera princesa                              |                                                    |  |
| 1989                          | —                | Liliana Cantero Trujillo                | No clasificó                                  |                                                    |  |
| 1988                          | —                | Lidia Isabel Ozuna Riveros              | No clasificó                                  |                                                    |  |
| 1987                          | —                | Norma Teresita Gayoso Gómez             | No clasificó                                  |                                                    |  |
| 1985                          | —                | María Lucila Noguera Ojeda              | No clasificó                                  |                                                    |  |
| No compitió entre 1977 y 1984 |                  |                                         |                                               |                                                    |  |
| 1976                          | —                | Nidya Fátima Cárdenas                   | No clasificó                                  |                                                    |  |
| 1975                          | Alto Paraná      | Susana Beatriz Vire Ferreira            | Primera princesa                              |                                                    |  |
| 1974                          | —                | Elizabeth Brandshab                     | No clasificó                                  |                                                    |  |
| 1973                          | —                | María Gloria González                   | No clasificó                                  |                                                    |  |
| 1972                          | Central          | María Stella Volpe Martínez             | Reina Internacional del Café 1972             |                                                    |  |

### Miss Universo (1957-2001)
: Declarada como ganadora
     : Terminó como finalista
     : Terminó como una de las semifinalistas o cuartofinalistas
     : Terminó como ganadora de premios especiales
| Año                           | Departamento     | Miss Paraguay                        | Posición en Miss Universo | Premios especiales                     |
| ----------------------------- | ---------------- | ------------------------------------ | ------------------------- | -------------------------------------- |
| 2001                          | Caazapá          | Rosmary Brítez                       | No clasificó              |                                        |
| 2000                          | Alto Paraná      | Carolina Ramírez Franco              | No clasificó              |                                        |
| 1999                          | San Pedro        | Carmen Morínigo Machuca              | No clasificó              |                                        |
| 1998                          | Ñeembucú         | Luz Marina González Ruíz             | No clasificó              |                                        |
| 1997                          | Cordillera       | Rossana Elizabeth Jiménez Pereira    | No clasificó              |                                        |
| 1996                          | Distrito Capital | Martha Lovera Parquét                | No clasificó              |                                        |
| 1995                          | Distrito Capital | Bettina Rosmary Barboza Caffarena    | No clasificó              |                                        |
| 1994                          | Presidente Hayes | Lilian Noemí González Mena           | No clasificó              |                                        |
| 1993                          | Itapúa           | Carolina Barrios                     | No clasificó              |                                        |
| 1992                          | Boquerón         | Pamela Zarza                         | No clasificó              | - Mejor Traje Nacional                 |
| 1991                          | Distrito Capital | Vivian Rosana Benítez Brizuela       | Top 10                    | - Mejor Traje Nacional (1.ª finalista) |
| 1990                          | Alto Paraguay    | Mónica Plate Cano                    | No clasificó              |                                        |
| 1989                          | Paraguarí        | Ana Victoria Schaerer Del Puerto     | No clasificó              |                                        |
| 1988                          | Canindeyú        | Marta Noemi Acosta Granada           | No clasificó              |                                        |
| 1987                          | Itapúa           | Tammy Elizabeth Ortigoza Sonneborn   | No clasificó              |                                        |
| 1986                          | Distrito Capital | Johana Kelner Toja                   | No clasificó              |                                        |
| 1985                          | Distrito Capital | Beverly Ocampo Gadea                 | No clasificó              |                                        |
| 1984                          | Guairá           | Elena Ortiz Allegretti               | No clasificó              |                                        |
| No compitió entre 1982 y 1983 |                  |                                      |                           |                                        |
| 1981                          | Cordillera       | María Isabel Urizar Caras            | No clasificó              | - Miss Simpatía                        |
| 1980                          | No compitió      | No compitió                          | No compitió               | No compitió                            |
| 1979                          | Distrito Capital | Patricia Lohman Bernie               | No clasificó              |                                        |
| 1978                          | Distrito Capital | Rosa María Duarte Melgarejo          | No clasificó              |                                        |
| 1977                          | Distrito Capital | María Leticia Zarza Perriet          | No clasificó              |                                        |
| 1976                          | Central          | Nidia Fátima Cárdenas                | No clasificó              |                                        |
| 1975                          | Alto Paraná      | Susana Beatriz Vire Ferreira         | No clasificó              |                                        |
| 1974                          | Alto Paraguay    | María Ángela Zulema Medina Monjagata | No clasificó              |                                        |
| 1973                          | Concepción       | Teresita María Cano                  | No clasificó              |                                        |
| 1972                          | Central          | María Stella Volpe Martínez          | No clasificó              |                                        |
| 1971                          | No compitió      | No compitió                          | No compitió               | No compitió                            |
| 1970                          | Paraguarí        | Teresa Mercedes Brítez Sullow        | No clasificó              |                                        |
| No compitió entre 1968 y 1969 |                  |                                      |                           |                                        |
| 1967                          | Presidente Hayes | María Eugenia Torres                 | No clasificó              |                                        |
| 1966                          | Alto Paraguay    | Mirtha Martínez                      | No clasificó              |                                        |
| 1965                          | Gran Chaco       | Stella Castell                       | No clasificó              |                                        |
| 1964                          | Distrito Capital | Miriam Riart Brugada                 | Top 15                    |                                        |
| 1963                          | Central          | Amelia Benítez                       | No clasificó              |                                        |
| 1962                          | Alto Paraguay    | Corina Rolón                         | No clasificó              |                                        |
| 1961                          | Distrito Capital | María Cristina Osnaghi               | No clasificó              |                                        |
| 1960                          | Distrito Capital | Mercedes Ruggia                      | No clasificó              |                                        |
| 1959                          | No compitió      | No compitió                          | No compitió               | No compitió                            |
| 1958                          | Alto Paraguay    | Graciela Scorza                      | No clasificó              |                                        |
| 1957                          | Caaguazú         | Lucy Montanero                       | No clasificó              |                                        |